# Альбрехт II (граф Тироля)
Альбрехт II (III) (нем. Adalbert II.; ум. 24 января ок. 1165) — граф Тироля, сын Альбрехта I и Адельгейды.

## Биография
Альбрехт был старшим сыном Альбрехта I, графа в областях Нориталь, Иннталь и Виппталь в Южном Тироле, и Адельгейды, возможной дочери графа Арнольда фон Диссена. В момент смерти отца он был несовершеннолетним, поэтому первые годы он управлял под регентством матери. В 1125 году она вторично вышла замуж за графа Арнольда фон Грайфенштейна (ум. после 1170), после чего опекуном её сына стал епископ Бриксена Регинберт.
В 1142 году Альбрехт и его младший брат Бертольд I, названные графами Тироля, заверили в качестве свидетелей хартию об основании августинского монастыря в Нойштифте около Бриксена. Позже имя Альбрехта присутствует на нескольких хартиях, датированных 1144—1163 годами.
Альбрехт умер 24 января. Точный год смерти не указан, вероятно это произошло около 1165 года. Детей он не оставил, поэтому ему наследовал младший брат Бертольд.

## Брак
Жена: Виллибурга (Адельгейда) фон Дахау, дочь Конрада I, графа Дахау, и Виллибурги. Детей не было.